# Pseudecheneis gracilis
Pseudecheneis gracilis es una especie de peces de la familia Sisoridae en el orden de los Siluriformes.

## Morfología
• Los machos pueden llegar alcanzar los 18,8 cm de longitud total.

## Distribución geográfica
Se encuentra en Yunnan (China ).